# 한국물가협회 물가안정대상
한국물가협회 물가안정대상은 기획재정부 허가 가격조사·원가조사 전문기관인 사단법인 한국물가협회가 국가경제 발전과 물가안정에 기여하기 위해 1993년에 재정한 상이다. 탁월한 연구실적이나 건실한 기업활동으로 국가 경제 발전 및 물가안정에 크게 공헌하거나 공정 거래질서 정착 등에 기여하여 사회의 귀감이 되는 단체 또는 개인을 찾아 그 공을 치하하면서 물가안정대상을 시상하고 있다.

## 시상 요강
시상내역
- 가격안정 부문
- 기술개발 부문
- 원가절감 부문
- 에너지절약 부문
- 생산성향상 부문

추천인 자격
- 협회에서 추천인으로 위촉한 사람
- 동일 직종(분야)에서 자발적으로 구성한 3인 이상의 추천인단

수상후보자 자격
- 가격안정 및 유통구조 개선 등으로 국가경제 발전에 현저하게 공헌한 단체 또는 개인
- 기술개발 및 품질개선 등으로 국가경제 발전과 가격안정에 현저하게 기여한 단체 또는 개인
- 원가절감 및 에너지 절약 등으로 국가경제 발전과 가격안정에 현저하게 기여한 단체 또는 개인
- 기타 탁월한 연구실적이나 건실한 기업활동으로 국가경제 발전에 기여하여 사회의 귀감이 되는 단체 또는 개인

역대수상자 현황
| 회 차         | 수상부문                            | 수상업체명                  | 수상자              |
| ------------- | ----------------------------------- | --------------------------- | ------------------- |
| 제1회 1993년  | 대 상                               | (주)귀뚜라미 보일러         | 대표이사 이강찬     |
|               | 물가안정 부문(단체)                 | 사)한국부인회 총본부        | 명예회장 박금순     |
|               | 물가안정 부문(개인)                 | 대구직할시청                | 물가지도계장 권오곤 |
|               | 유통개선 부문                       | 농협중앙회                  | 공제부장 손경수     |
|               | 원가절감 부문                       | 철도건설창                  | 전기 주임 송수호    |
|               | 기술개발 부문                       | 동양라이트                  | 대표 박성룡         |
|               | 소비절약 부문                       | 서울 YMCA                   | 회장 전대련         |
| 제 2회 2003년 | 대 상                               | (주)LG화학 건재사업부       | 상무이사 손부근     |
|               | 금 상                               | 사)금강 고려화학            | 대표이사 고주석     |
|               |                                     | 대림산업(주) 석유화학사업부 | 대표이사 장진양     |
|               | 은 상                               | 대한밸브(주)                | 대표이사 송세정     |
|               |                                     | 도아기업(주)                | 대표이사 박찬수     |
|               |                                     | (주)원일산업                | 대표이사 원호봉     |
|               | 동 상                               | 한국그레이스(주)            | 대표이사 박성룡     |
|               |                                     | 한국가로수보호(주)          | 대표이사 최병섭     |
| 제 3회 2006년 | 대 상                               | LG산전(주)                  | 전무이사 박동원     |
|               | 금 상                               | 세방전지(주)                | 전무이사 양선엽     |
|               |                                     | 삼화정밀(주)                | 대표이사 마석호     |
|               | 은 상                               | (주)3S랜드                  | 대표이사 김동철     |
|               |                                     | (주)뉴그린밸리              | 대표이사 조덕상     |
|               | 동 상                               | (주)삼화씨원                | 회장 한삼화         |
|               |                                     | (주)삼기엔텍                | 상무이사 정성찬     |
| 제 4회 2008년 | 기획재정부 장관상 가격안정 부문     | (주)효성                    | 상무 문섭철         |
|               | 기획재정부 장관상 원가절감 부문     | 윌로펌프(주)                | CEO 김연중          |
|               | 기획재정부 장관상 기술개발 부문     | (주)엔에스브이              | 대표이사 김태만     |
|               | 한국물가협회 회장상 가격안정 부문   | (주)신한정밀                | 대표이사 전석락     |
|               |                                     | 유니슨이엔씨(주)            | 상무이사 정성찬     |
|               | 한국물가협회 회장상 기술개발 부문   | 한일정공(주)                | 대표이사 배기성     |
|               |                                     | (주)동아특수건설            | 대표이사 심석래     |
|               | 한국물가협회 회장상 원가절감 부문   | (주)동원프라스틱            | 대표이사 김인식     |
|               |                                     | (주)시공테크                | 부장 한재호         |
|               |                                     | 금정공업(주)                | 차장 최선           |
|               | 한국물가협회 회장상 에너지절약 부문 | 코스모스산업(주)            | 연구소장 이종민     |
|               | 한국물가협회 회장상 생산성향상 부문 | (주)픽슨                    | 대표이사 정성만     |
|               |                                     | 우성안전(주)                | 대표이사 심석래     |
| 제 5회 2010년 | 기획재정부 장관상                   | KCC                         | CEO 정몽진          |
|               |                                     | (주)금성산업                | 대표이사 채종술     |
|               |                                     | (주)케이디파워              | 대표이사 박기주     |
|               | 한국물가협회 회장상 가격안정 부문   | (주)사이몬                  | 회장 이국노         |
|               |                                     | (주)코퍼스트                | 대표이사 조은주     |
|               | 한국물가협회 회장상 기술개발 부문   | (주)엠피기술산업            | 대표이사 조명자     |
|               |                                     | (주)삼주 S.M.C              | 대표이사 한규택     |
|               |                                     | (주)그렉스전자              | 대표이사 김강돈     |
|               | 한국물가협회 회장상 원가절감 부문   | (주)계명엔지니어링          | 대표이사 송명섭     |
|               | 한국물가협회 회장상 에너지절약 부문 | (주)대일휀스                | 대표이사 이봉기     |
|               |                                     | (주)남선알미늄              | 대표이사 임선진     |
|               | 한국물가협회 회장상 생산성향상 부문 | (주)하이스텐                | 대표이사 김종재     |
|               |                                     | 신우산업(주)                | 대표이사 김홍기     |